# Стів Гілледж
Стівен Сімпсон Гілледж (англ. Stephen Simpson Hillage; рід. 2 серпня 1951, Чингфорд, Великий Лондон, Англія) — британський рок-музикант, гітарист. З кінця 60-х брав участь у різноманітних експериментальних проектах, і в основному асоціюється з кентерберийскою сценою. Окрім сольної діяльності, був також членом відомих груп Gong та System 7.

## Життєпис

### Молоді роки
Стів Гілледж народився 2 серпня 1951 року в лондонському районі Чінгфорд. Ще в школі він мав пристрасть до музики і став учасником блюз-рокового гурту Uriel, в якій крім нього грали Дейв Стюарт, Монт Кемпбелл і Клайв Брукс. Команда розпалася в 1968 році і деякі її члени згодом сформували групу Egg. Тим не менш, колишні соратники возз'єдналися в 1969 році, щоб записати альбом Arzachel. Надалі шляхи шкільних товаришів також перетиналися, зокрема Хіллідж взяв участь у записі диску Egg 1974 року Civil Surface.
У 1969 році Гілледж стає студентом Кентського університету, який знаходився у місті Кентербері. Там він знайомиться з музикантами місцевих груп Caravan і Spyrogyra, і при нагоді бере участь у їх виступах. Між справою Стів писав власні пісні, і до кінця 1970 року матеріалу назбиралося на цілий альбом. Друзі з Caravan звели Гілледжа з їх менеджером Террі Кінгом, який прослухавши демозаписи молодого гітариста (велику допомогу при цьому Стіву зробили все ті ж його колишні товариші з Egg), в результаті підписав з ним контракт.

### Khan
На початку 1971 року Гілледж сформував спільно з Ніком Ґрінвудом (екс-Crazy World Of Arthur Brown) команду Khan. На початковому етапі ударником у групу був запрошений Піп Пайл (в майбутньому барабанщик Gong та Hatfield and the North), однак, в подальшому його замінив Ерік Пічі (екс-Dr K's Blues Band), а місце клавішника зайняв Дік Геннінґем. Обидва останніх вже були знайомі з Ґрінвудом, узявши участь в роботі над його сольником Cold Cuts (незважаючи на те, що альбом був записаний в 1970-му, випустити його вдалося лише через два роки).
Присвятивши більшу частину 71-го гастролям (зокрема супроводжуючи Caravan), в листопаді 1971 року музиканти Khan приступили до запису свого дебютного диска. До цього часу встиг покинути групу Геннінґем і Гілледж був змушений терміново шукати йому заміну. У підсумку Стів зробив вибір на користь свого старого приятеля Дейва Стюарта. Після виходу першого альбому команди Space Shanty (травень 1972-го), місце клавішника на постійній основі зайняв канадець Вел Стівенс (колишній учасник соул-рок групи з Торонто Grant Smith & The Power). Він дебютував у короткому гастрольному турі по Європі, що включали в себе виступ на фестивалі в Монтре, яке знімало телебачення. У червні того ж року група відправилася в чергове турне, цього разу знову як група супроводу для Caravan.
Незабаром творчі розбіжності між Гілледжом і Ґрінвудом призвели до відходу останнього з команди. Стів вирішив оновити склад Khan з метою злегка змінити музичний напрямок гурту. З попередніх учасників був залишений лише Пічі, назад був покликаний Стюарт (залишився без роботи після розпаду Egg), а також прийшов новий басист Найджел Ґріґґз (пізніше учасник Split Enz). В репертуар ансамблю були додані нові твори Гілледжа і Стюарта, включаючи пісню «I Love Its Holy Mystery», що послужила основою для майбутньої епічної композиції «Solar Musick Suite». Ні менеджер групи Террі Кінг, ні лейбл Decca не виявили інтересу до нової музики Khan, що змусило Гілледжа заявити про розпуск колективу в жовтні 1972 року.

### Gong
Надовго без роботи Гілледж, тим не менш, не залишився, і дуже скоро приєднався до концертного колективу Кевіна Эйерса Decadence. Він взяв активну участь в записі альбому того ж Эйерса 1973 року Bananamour (особливо пам'ятним стало гітарне соло Стіва в композиції «Shouting In A Bucket Blues»), і відправився з Кевіном на гастролі по Британії та Франції. Під час цього туру, Гілледж познайомився з музикантами Gong, і настільки перейнявся їхньою творчістю, що вирішив залишитися у Франції і приєднатися до групи. У січні 73-го він бере участь у сесіях для нового альбому Gong Flying Teapot — першої частини задуманої трилогії «Radio Gnome», і незабаром стає постійним гітаристом команди. Таким чином був сформований класичний склад Gong, в який, крім Стіва входили: Девід Аллен, Джилі Сміт, Дідьє Кретьєн, Тім Блейк, Майк Гаулетт і П'єр Мерлен. Саме ці музиканти записали наступні чудові альбоми Angels Egg і You, після чого, в 1975 році, розійшлися в різні боки.

### Сольна кар'єра в 70-х
Після того, як Gong в квітні 1975 року покинув засновник і лідер команди Аллен, провідна роль у групі дісталася саме Гілледжу. Однак, дуже скоро тягар лідерства стало обтяжувати Стіва, і до кінця того ж року він вирішив покинути команду і зосередитися на сольній творчості. Оптимізму гітаристу надав успіх його, вийшов незадовго перед цим, сольника Fish Rising, записаного ще під час перебування в Gong за допомогою його учасників. Для роботи над наступним диском L, Гілледж привернув музикантів групи Тодда Рандгрена Utopia, а після його виходу, Стівом була сформована гастрольна команда, активно виступала протягом всього 1976 року і заслужила визнання критики і слухачів. У другій половині 70-х Гілледж зміцнив своє реноме, як одного з найкращих гітаристів та авторів-виконавців прогресивного року і ф'южн, ставши помітною фігурою на музичному ринку у період, що передував появі панку і «нової хвилі». Альбом Motivation Radio (1977) продемонстрував відхід Стіва від звичних тривалих инструменталов в бік більш коротких речей, однак, уже наступна робота Green (1978), спродюсована ударником Pink Floyd Ніком Мейсоном, стала поверненням до традиційної об'ємної форми.
Альбоми другої половини 70-х, створений Гілледжом у співавторстві з його давньою подругою Мікетт Жироді, поєднували в собі складні технічні прийоми, епічні балади і хитромудрі пасажі в дусі електро-ф'южн. Поетичні мотиви на тему «електричних циган» створювали Гілледжу образ одного з останніх хіпі, і це зіграло з музикантом злий жарт, коли настала панк. Однак Стівен не розгубився і з ентузіазмом відгукнувся на нове музичне явище, вбачаючи в ньому величезне джерело енергії і волі. Композиції «Getting Tune» і «don't Dither Do It» з наступного альбому Гілледжа Open (1979) явно були натхненні панк-роком. У цей період гітарист проводив багато часу в лондонському районі Лэдброук Ґрув (саме тут у свій час зародився британський андерграунд), де працював спільно з учасником групи Hawkwind Ніком Тернером.

### 1980-1990-ті роки
Протягом усього наступного десятиліття Гілледж активно продюсував різних молодих музикантів, у тому числі It Bites, Simple Minds, Cock Robin і Робіна Гічкока. Після деякої перерви, в 1990-х, Стів знову зайнявся просуванням талановитих виконавців, зокрема надавши значну допомогу команді Charlatans, випустила свій дебютний альбом у 1995 році.
Після прослуховування кавер-версії свого альбому 1979 року Rainbow Dome Musick у виконанні британської електронної групи The Orb, вражений Гілледж вирішив знову з'єднати творчі сили зі своєю подругою Жироді, і на початку 1990-х ними був започаткований власний проект танцювальної музики в стилі ембієнт System 7. Незабаром група зайняла одне з провідних місць в середовищі лондонського танцювального андерграунду.
З середини 1990-х років Гілледж регулярно співпрацював з Рашидом Таха, виконуючи гітарні партії для його пісень і паралельно продюсируя його альбоми.
Виступив продюсером цікавого проекту «1, 2, 3 Soleils», в основу якого була покладена арабська музика раї. Учасниками шоу стали відомі алжирські виконавці раї Фаудель, Рашид Таха, Шеб Халед і Латіфа (багато пісень якої аранжував особисто Хіллідж).

### Сучасність
В листопаді 2006 року відбулося несподіване повернення Стіва до складу групи Gong. Гітарист, супроводжуваний Жироді, взяв участь у концерті своєї колишньої команди в Амстердамі. Зокрема, їм були виконані композиції з альбому Fish Rising, новий матеріал теперішнього проекту Гілледжа System 7, а також відбулося спільний виступ колишніх учасників Gong. Родзинкою заходу став номер «Glissando Orchestra», коли більше години близько десятка гітаристів, включаючи самого Гілледжа і Девіда Аллена, грали одну тривалу хвилеподібну ноту.
У січні 2007 року чотири сольні альбоми Гілледжа (Fish Rising, L, Motivation Radio і Rainbow Dome Musick) були перевидані у форматі CD. При цьому, кожен диск, за винятком останнього, містив у собі невидані раніше композиції. У лютому на компакт дисках були випущені і інші альбоми (Green, Live Herald, Open і For To Next/And Not Or).
«Light In The Sky» — композиція з альбому Стіва Motivation Radio (1977) була використана в якості теми для популярної програми Channel 4 The Friday Night Project.

## Дискографія

### Uriel
- (1969) Arzachel

- (1972) Space Shanty

- (1973) Flying Teapot
- (1973) Angel’s Egg
- (1974) You

### Сольна творчість
- (1975) Fish Rising
- (1976) L
- (1977) Motivation Radio
- (1978) Green
- (1979) Live Herald
- (1979) Rainbow Dome Musick
- (1979) Open
- (1983) For To Next / And Not Or
- (1994) BBC Radio 1 Live
- (2003) Light in the Sky
- (2004) Live at Deeply Vale Festival 1978

### System 7
- (1991) System 7
- (1993) 777
- (1994) Point 3 Fire / Water
- (1996) Power of Seven
- (1997) Golden Section
- (2001) Seventh Wave
- (2004) Encantado